# تپه چغا خزینه
تپه چغا خزینه در شهرستان هرسین، روستای صوفی وند واقع شده و این اثر در تاریخ ۱۰ دی ۱۳۸۱ با شمارهٔ ثبت ۶۸۷۷ به‌عنوان یکی از آثار ملی ایران به ثبت رسیده است.